# Kévin N'Doram
Pour les articles homonymes, voir N'Doram.
Kévin N'Doram, né le 22 janvier 1996 à Saint-Sébastien-sur-Loire (Loire-Atlantique), est un footballeur français qui évolue au poste de milieu défensif. Il peut également évoluer au poste de défenseur central à Al-Kholoud Club.
Il est le fils du footballeur Japhet N'Doram.

## Biographie

### En club
Natif de Saint-Sébastien-sur-Loire, près de Nantes, Kévin N'Doram est le fils de l'ancien meneur de jeu tchadien du FC Nantes Japhet N'Doram et le frère de Rodrigue N’Doram, également footballeur.
En 2009, il intègre le pôle espoirs d'Aix-en-Provence, pour deux ans de préformation. Formé à AS Monaco, il est sacré champion de France des U19 en 2013 avec le club monégasque. Il signe son premier contrat pro en juin 2015 puis il réalise ses débuts en Ligue 1 le 20 août 2016, avec une victoire à l'extérieur contre Nantes (1-0).
Le 7 décembre 2016, il est titulaire lors du match de l'AS Monaco contre Leverkusen en Ligue des champions.
Le 18 juillet 2018, il prolonge son contrat, qui finissait auparavant en 2020, jusqu'en 2023.
En juillet 2019, N'Doram quitte pour la première fois son club formateur, à l'occasion d'un prêt d'une saison au FC Metz.
Le dimanche 3 novembre 2019, alors qu'il conduit sa voiture sur l'autoroute A4 en compagnie de son coéquipier Manuel Cabit, il est victime d'un accident. Il en sort indemne, tandis que son passager perd l'usage de ses jambes. Le véhicule roulait à 231 km/h sur une portion limitée à 130 km/h. 
Le 15 décembre 2020, il est condamné par le tribunal correctionnel de Reims à un an de prison avec sursis, 10 000 euros d'amende et un an d'interdiction de repasser son permis de conduire annulé. 
Le 4 juin 2020, il est transféré définitivement dans le club lorrain, où il s'engage pour quatre saisons. Arrivé au terme de son contrat et ne souhaitant pas prolonger, il quitte le FC Metz au terme de la saison 2023-2024, alors que le club est relégué en Ligue 2.

### En sélection
Il est appelé pour la première fois en équipe de France espoirs par Sylvain Ripoll en mai 2017. et fait ses débuts officiels le 5 juin 2017 lors d'une victoire amicale (3-0) en Albanie

## Statistiques
| Saison                | Club                  | Championnat           | Championnat | Championnat | Championnat | Coupe nationale | Coupe nationale | Coupe nationale | Coupe de la Ligue | Coupe de la Ligue | Coupe de la Ligue | Supercoupe | Supercoupe | Supercoupe | Compétition(s) continentale(s) | Compétition(s) continentale(s) | Compétition(s) continentale(s) | Compétition(s) continentale(s) | Total | Total | Total |
| Saison                | Club                  | Division              | M.          | B.          | P.d.        | M.              | B.              | P.d.            | M.                | B.                | P.d.              | M.         | B.         | P.d.       | Comp.                          | M.                             | B.                             | P.d.                           | M.    | B.    | P.d.  |
| 2016-2017             | AS Monaco             | Ligue 1               | 5           | 0           | 1           | 2               | 1               | 0               | -                 | -                 | -                 | -          | -          | -          | C1                             | 1                              | 0                              | 0                              | 8     | 1     | 1     |
| 2017-2018             | AS Monaco             | Ligue 1               | 11          | 0           | 0           | 2               | 0               | 0               | 2                 | 0                 | 1                 | -          | -          | -          | C1                             | 1                              | 0                              | 0                              | 16    | 0     | 1     |
| 2018-2019             | AS Monaco             | Ligue 1               | 4           | 0           | 0           | -               | -               | -               | -                 | -                 | -                 | -          | -          | -          | C1                             | 1                              | 0                              | 0                              | 5     | 0     | 0     |
| Sous-total            | Sous-total            | Sous-total            | 20          | 0           | 1           | 4               | 1               | 0               | 2                 | 0                 | 1                 | -          | -          | -          | -                              | 8                              | 0                              | 0                              | 34    | 1     | 2     |
| 2019-2020             | FC Metz (prêt)        | Ligue 1               | 20          | 0           | 0           | 1               | 0               | 0               | 1                 | 0                 | 0                 | -          | -          | -          | -                              | -                              | -                              | -                              | 22    | 0     | 0     |
| 2020-2021             | FC Metz               | Ligue 1               | -           | -           | -           | -               | -               | -               | -                 | -                 | -                 | -          | -          | -          | -                              | -                              | -                              | -                              | 0     | 0     | 0     |
| Sous-total            | Sous-total            | Sous-total            | 20          | 0           | 0           | 1               | 0               | 0               | 1                 | 0                 | 0                 | -          | -          | -          | -                              | -                              | -                              | -                              | 22    | 0     | 0     |
| Total sur la carrière | Total sur la carrière | Total sur la carrière | 40          | 0           | 1           | 5               | 1               | 0               | 3                 | 0                 | 1                 | -          | -          | -          | -                              | 3                              | 0                              | 0                              | 51    | 1     | 2     |

## Palmarès

### En club
- AS Monaco
  - Champion de France en 2017
  - Vice-champion de France en 2018